# Poncarale
Poncarale är en stad och kommun i provinsen Brescia i Lombardiet i norra Italien. Kommunen hade 5 211 invånare (2018).